# Ԃ
Ԃ, ԃ – litera rozszerzonej cyrylicy, wykorzystywana w alfabecie Mołodcowa służącym do zapisu języka komi w latach 1920–1929 oraz 1936–1939. Litera ta służyła do oznaczania dźwięku [dʲ].

## Kodowanie
| Znak                   | Ԃ                                | Ԃ                                | ԃ                              | ԃ                              |
| ---------------------- | -------------------------------- | -------------------------------- | ------------------------------ | ------------------------------ |
| Nazwa w Unikodzie      | cyrillic capital letter komi dje | cyrillic capital letter komi dje | cyrillic small letter komi dje | cyrillic small letter komi dje |
| Kodowanie              | dziesiątkowo                     | szesnastkowo                     | dziesiątkowo                   | szesnastkowo                   |
| Unicode                | 1282                             | U+0502                           | 1283                           | U+0503                         |
| UTF-8                  | 212 130                          | d4 82                            | 212 131                        | d4 83                          |
| Odwołania znakowe SGML | &#1282;                          | &#x0502;                         | &#1283;                        | &#x0503;                       |